# Maila Talvio

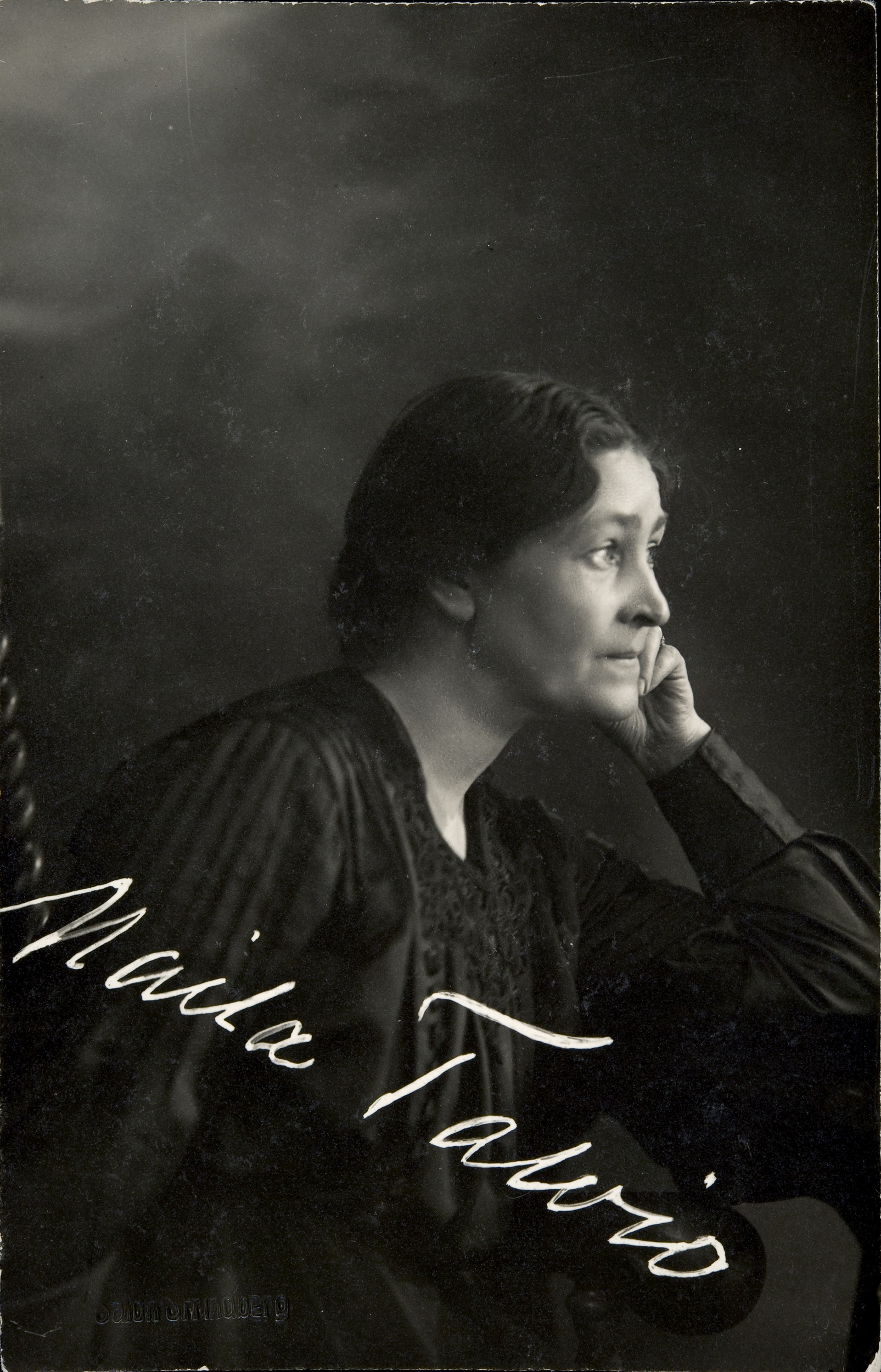
Maila Talvio in den 1910er Jahren.

Maila Talvio (geboren am 17. Oktober 1871 in Hartola als Maila Winter, geh. Maila Mikkola; gestorben am 6. Januar 1951 in Helsinki) war eine finnische Schriftstellerin, Journalistin und Übersetzerin.

## Leben
Maila Winter war eines von neun Kindern des Kaplans und Vikars Adolf Magnus Winter (1828–1880) und dessen Frau Julia Malvina Bonsdorf (1836–1926). Nach dem Tod ihres Vaters wuchs sie in bescheidenen Verhältnissen auf.
Sie heiratete 1893 den Slawisten Jooseppi Julius Mikkola, den sie 1890 kennengelernt hatte. In den darauffolgenden Jahren bis zu ihrem Tod, veröffentlichte Maila Mikkola unter dem Pseudonym Maila Talvio (Ein finnisches Wortspiel: Talvi steht für Winter, ihr Geburtsname; Talvio ist die Bezeichnung für die Pflanze Immergrün) ihre Werke. Sie arbeitete auch als freischaffende Journalistin und Übersetzerin. Sie übersetzte etwa mehrere Werke von Henryk Sienkiewicz aus dem Polnischen.
Talvio zählte zu der ersten Generation finnischer Schriftstellerinnen nach Minna Canth und Theodolinda Hahnsson, denen das Studium an den Hochschulen freistand. Talvios frühe Schriften prangerten soziale Missstände an, standen aber auch dem Sozialismus kritisch gegenüber und fügten sich in den Rahmen der finnischen Nationalbewegung ein. 1895 wurde ihr erstes Buch verlegt; 1901 kam mit Der Untergang von Pimeänpirtti der literarische Durchbruch. Von den 1910er bis in die 1920er Jahre war ihr Werk psychologisch angehaucht und zunehmend durch das Schaffen Leo Tolstois beeinflusst, mit dessen Werk sie über ihren Ehemann in Berührung kam. In den 1930er Jahren folgten historische Romane. Sie nahm in dieser Zeit gemeinsam mit ihrem Mann an kulturellen Austauschprogrammen mit Nazi-Deutschland und dem faschistischen Italien teil.

## Auszeichnungen
- 1939: Henrik-Steffens-Preis
- 1940: Aleksis-Kivi-Preis
- 1950: Ehrendoktor der Universität Helsinki

## Werk (Auswahl)
Zahlreiche von Talvias über fünfzig Geschichten und Romanen wurden unter anderem ins Schwedische und Deutsche übersetzt.
- Pimeän pirtin hävitys (Roman, 1901; deutscher Titel: Der Untergang von Pimeänpirtti, übersetzt von Rita Öhquist, 1943)
- Niniven lapset (Roman, 1915; deutscher Titel: Die Kinder Ninives)
- Kurjet (Roman, 1919; deutscher Titel: Die Kraniche, übersetzt von Rita Öhquist, 1937)
- Kirkonkellot (Roman, 1922; deutscher Titel: Die Glocke. Eine Familiengeschichte, übersetzt von Rita Öhquist, 1939)
- Itämeren tytär (Roman-Trilogie, 1929–1936; deutscher Titel: Die Tochter der Ostsee. Ein Roman aus dem alten Helsingfors, übersetzt von Rita Öhquist, 1939)
  - Kaukaa tullut (1929)
  - Hed-ulla ja hänen kosijansa (1931)
  - Hopealaiva (1936)

Weitere Übersetzungen von Rita Öhquist:
- Die April-Anna (1937)
- Die fröhlichen Frauen der Festung (1944)
- Yölintu. Ein Herrenhof-Roman aus dem alten Finnland (1941)
- Der Verlobungsring (Roman, 1942)
- Der Zeitgeist (1951)